# Chinesische Kalligrafie
| Chinesische Kalligrafie 中國書法                                           | Chinesische Kalligrafie 中國書法 |
| -------------------------------------------------------------------------- | -------------------------------- |
| Kalligraphische Kopie – 新婦地黃湯帖, Xīnfù dìhuáng tāngtiě – Wang Xianzhi |                                  |
| Chinesische Bezeichnung                                                    |                                  |
| Langzeichen                                                                | 書法                             |
| Kurzzeichen                                                                | 书法                             |
| Pinyin                                                                     | Shūfǎ                            |
| Wade-Giles                                                                 | Shufa                            |
| Jyutping                                                                   | Syu1faat3                        |
| Japanische Bezeichnung                                                     |                                  |
| Kanji                                                                      | 書道                             |
| Kana                                                                       | しょどう                         |
| Hepburn                                                                    | shodō                            |
| Koreanische Bezeichnung                                                    |                                  |
| Hangeul                                                                    | 서예                             |
| Hanja                                                                      | 書藝                             |
| R.R.                                                                       | Seoye                            |
| M.R.                                                                       | Sŏye                             |

Die chinesische Kalligrafie (chinesisch 中國書法 / 中国书法, Pinyin zhōngguó shūfǎ) ist eine Kunstrichtung, die in engem Zusammenhang mit der chinesischen Malerei steht. In beiden Künsten werden die gleichen Werkzeuge, die Vier Schätze des Gelehrtenzimmers, verwendet: Schreibpinsel, Stangentusche, Reibstein und Papier. Deshalb verwundert es nicht, dass berühmte chinesische Kalligrafen oft auch bedeutende Maler waren.

## Geschichte
Einer der berühmtesten chinesischen Kalligrafen war Wang Xizhi, dessen Stil nach mehr als einem Jahrtausend heute noch Grundlage des Kalligrafieunterrichts ist. Die Kalligrafie wurde als wichtiger Teil der Ausbildung angesehen und sollte auch Rückschlüsse auf die Persönlichkeit ermöglichen. Wáng Xīzhī ersetzte den rechtwinkligen Duktus durch kursive Linienführung, die individuelle Gestaltung ermöglicht. Seitdem galt die Kalligrafie in China neben dem Wéiqíl – auch bekannt als Go, der Malerei und der Musik als vierte der klassische Künste (四藝 / 四艺,  sìyì) – im Chinesischen auch bekannt als – Qín, Qí, Shū, Huà; 琴棋書畫 / 琴棋书画 – „Guqin, Weiqi, Kalligrafie, Malerei“, .
Das hohe Prestige der Kalligrafie zeigt sich unter anderem auch darin, dass sogar chinesische Kaiser bemüht waren, sich in Kalligrafie auszuzeichnen. Am weitesten brachte es in dieser Kunst der Kaiser Song Huizong, dessen Stil schlankes Gold (瘦金,  shòujīn) einen Höhepunkt der chinesischen Kalligrafie darstellt.
2009 wurde die chinesische Kalligraphie von der UNESCO in die Repräsentative Liste des immateriellen Kulturerbes der Menschheit aufgenommen.

## Acht Prinzipien
Grundlage der chinesischen Kalligrafie sind die „Acht Prinzipien des Schriftzeichens Yǒng“ – 永 ‚Yǒng bedeutet „Ewigkeit“‘ – (永字八法,  Yǒngzì Bāfǎ):
- 側 (侧) cè, nämlich 點 (点) diǎn, Punkt
- 勒 lè, nämlich 橫 (横) héng, Quer
- 努 nǔ, nämlich 直/豎 (竖) zhí/shù, geradeaus
- 趯 tì, nämlich 鉤 (钩) gōu, Haken
- 策 cè, nämlich 挑 tiāo, Abheben
- 掠 lüè, nämlich 撇 piě, Schräg
- 啄 zhuó, nämlich 短撇 duǎn piě, Picken
- 磔 zhé, nämlich 捺 nà, Vorwärtsdrängen

Die acht Prinzipien repräsentieren die wichtigsten Grundstriche des Kalligrafen; sie beschreiben die fünf Striche, aus denen sich das Schriftzeichen zusammensetzt.

## Kategorien der chinesischen Kalligrafie
| Deutsch        | Alternativ         | Langz. | Kurzz. | Pinyin   | Kanji | Hepburn | Hangeul | R.R.     | Quốc Ngữ  |
| -------------- | ------------------ | ------ | ------ | -------- | ----- | ------- | ------- | -------- | --------- |
| Siegelschrift  | –                  | 篆書   | 篆书   | Zhuànshū | 篆書  | Tensho  | 전서    | Jeonseo  | Triện thư |
| Kanzleischrift | Offizielle Schrift | 隸書   | 隶书   | Lìshū    | 隸書  | Reisho  | 예서    | Yeseo    | Lệ thư    |
| Regelschrift   | Blockschrift       | 楷書   | 楷书   | Kǎishū   | 楷書  | Kaisho  | 해서    | Haeseo   | Khải thư  |
| Kursivschrift  | Semi-Kursivschrift | 行書   | 行书   | Xíngshū  | 行書  | Gyōsho  | 행서    | Haengseo | Hành thư  |
| Grasschrift    | Konzeptschrift     | 草書   | 草书   | Cǎoshū   | 草書  | Sōsho   | 초서    | Choseo   | Thảo thư  |

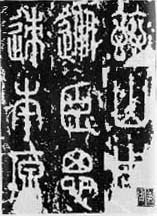
Siegelschrift
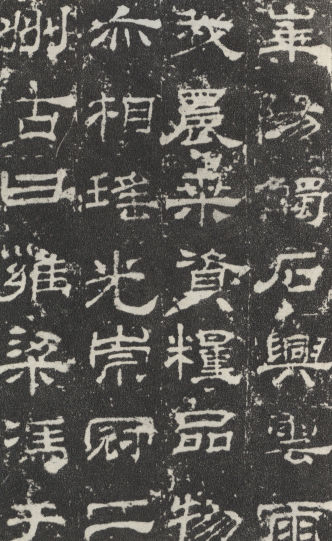
Kanzleischrift
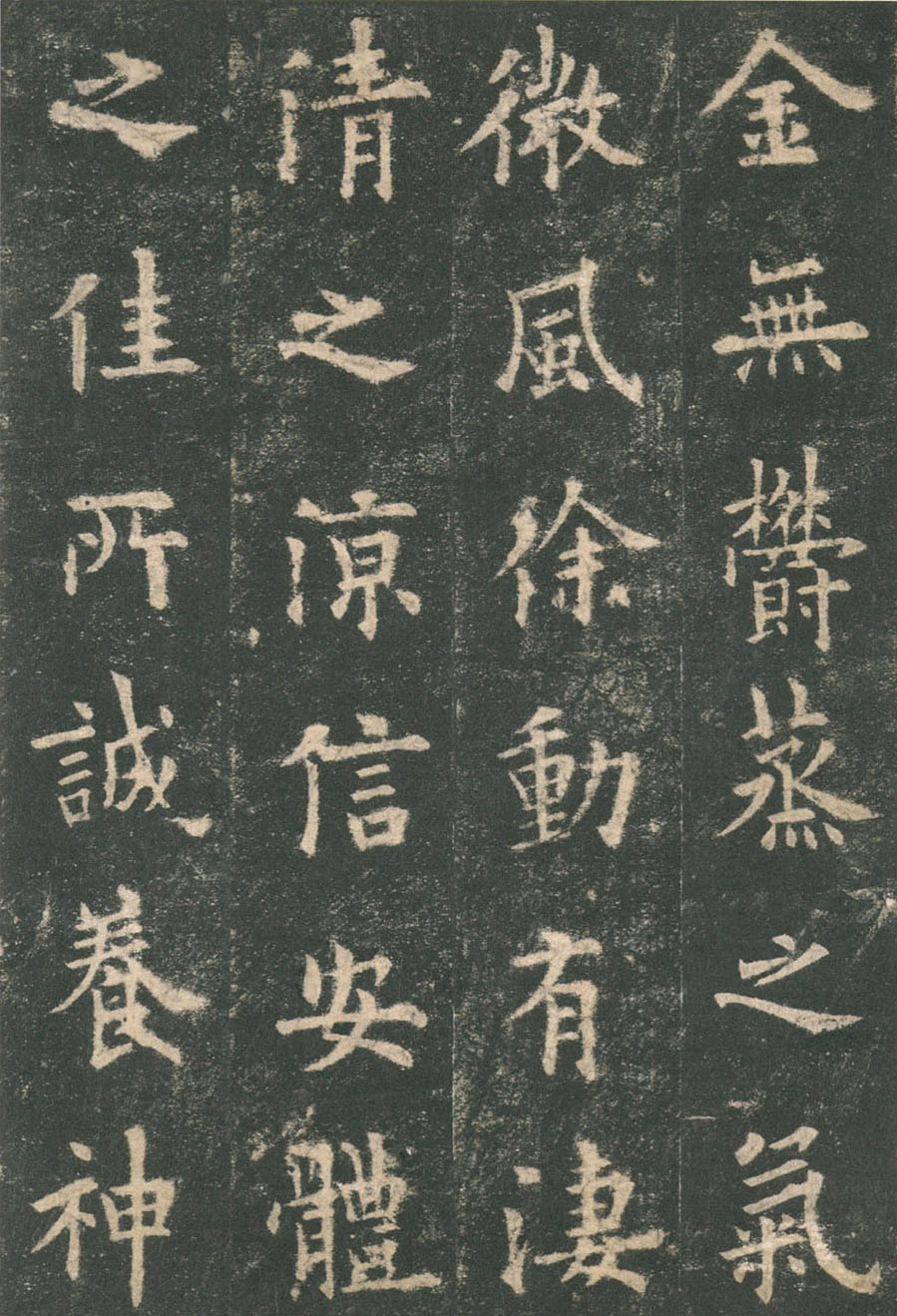
Regelschrift
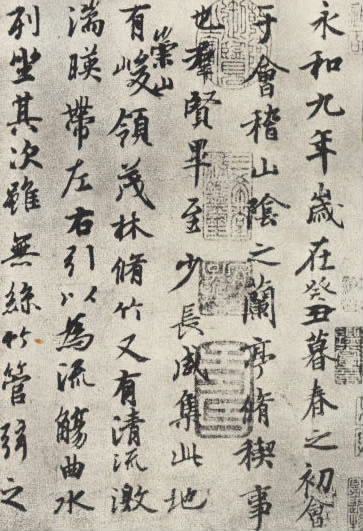
Semi-Kursivschrift
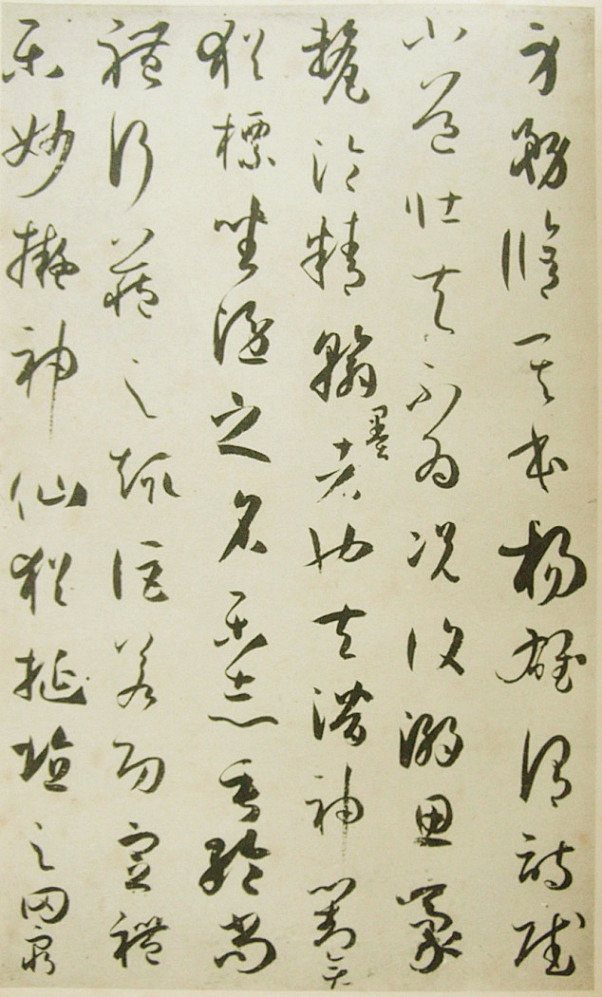
Grasschrift